# Dionysios Lavrangas

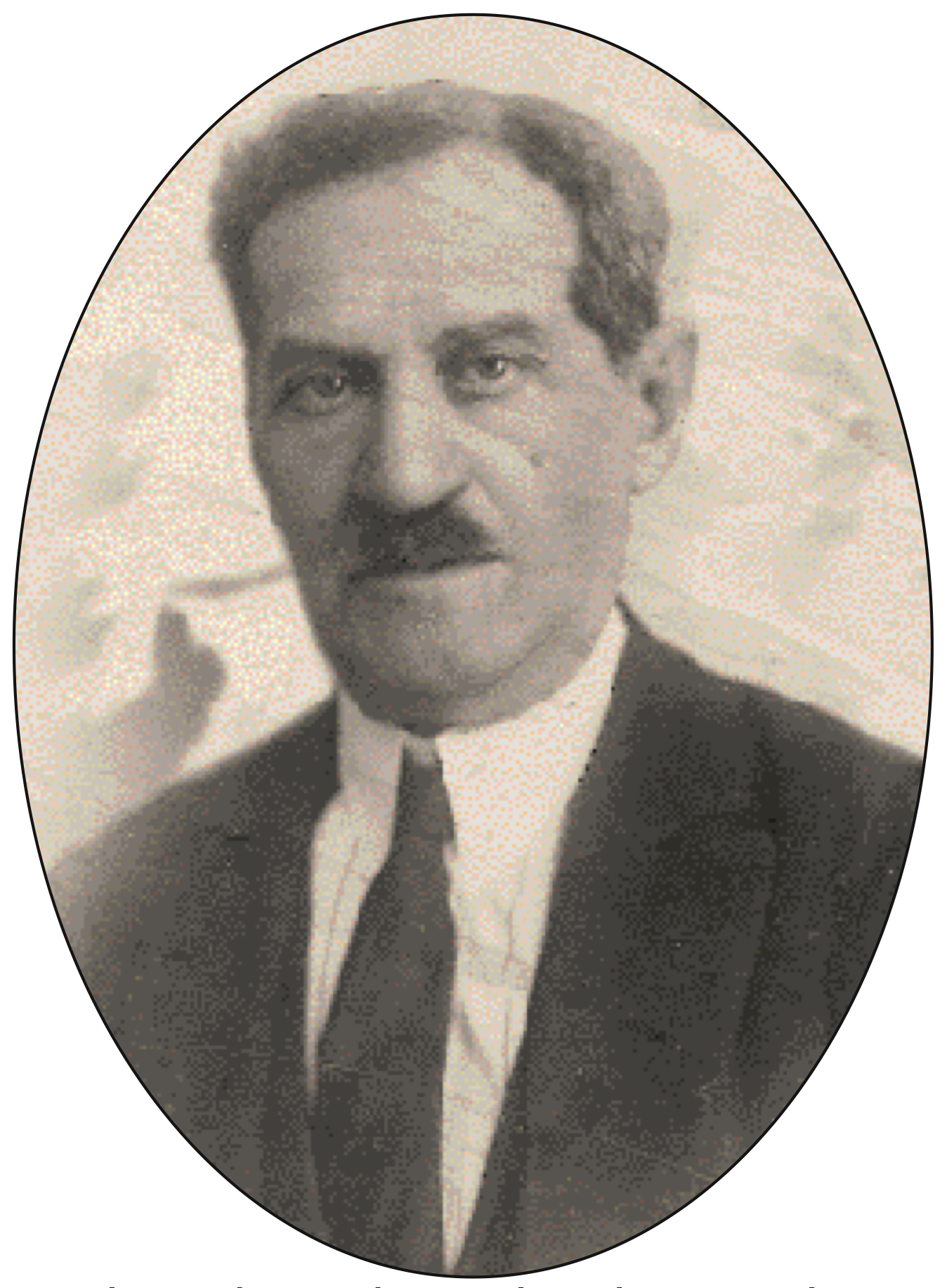
Dionysios Lavrangas um 1900

Dionysios Lavrangas (griechisch Διονύσιος Λαυράγκας, * 17. Oktober 1860 in Argostoli; † 18. Juli 1941 in Razata, heute ebenfalls zu Argostoli) war ein griechischer Geiger, Dirigent und Komponist sowie Gründer der ersten Athener Opernkompanie.

## Leben und Werk
Lavrangas’ Eltern stammten aus eingesessenen Adelsfamilien der Insel Kefalonia. Früh kam er mit den reisenden italienischen Opernkompanien in Kontakt, deren Mitglieder, der Konzertmeister Nazzaro Serrao und die Dirigenten Gedeon Olivierei und N. Tzanis seine ersten Lehrer waren. Frühe Kompositionen, hauptsächlich Lieder und Romanzen wurden durch die städtische Kapelle von Argostoli aufgeführt. 1882–85 studierte er am Konservatorium San Pietro a Maiella in Neapel, von 1885 bis 1894 bei Léo Delibes, Jules Massenet und Théodore Dubois am Pariser Conservatoire. In Frankreich war er auch als Geiger bei verschiedenen reisenden Opernkompanien tätig.

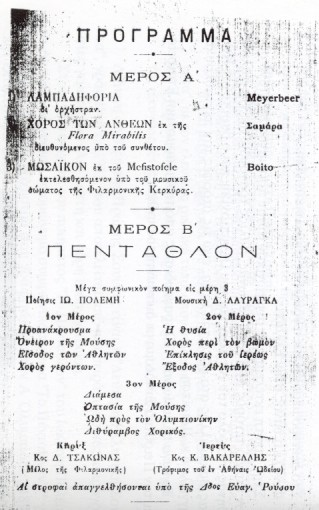
Programmzettel zur Uraufführung von Pentathlon

Im Jahr 1890 wurde im Napoletaner Teatro Mercadante seine erste Oper, Elda di Vorn, mit Erfolg uraufgeführt. Die Uraufführung einer weiteren Oper für Mailand (La vita è un sogno) kam nicht zustande, Lavrangas arbeitete in dieser Zeit an einigen Häusern Norditaliens erfolgreich als Operndirigent.
1894 siedelte sich Lavrangas endgültig in Athen an, wo er die Leitung der Philharmonischen Gesellschaft übernahm, durch die hauptsächlich symphonische und Chorwerke aufgeführt wurden. Auch wurde er Lehrer am Athener Odeion. 1896 steuerte er zu einem Konzert anlässlich der ersten Olympischen Spiele der Neuzeit eine mehrteilige Symphonische Dichtung für Soli, Chor und Orchester namens Pentathlon (Πένταθλον, Fünfkampf) bei, die zusammen mit der Olympischen Hymne von Spyros Samaras erklang.
1898 schließlich gründete er zusammen mit Loudovikos Spinellis das erste ständige Operntheater Athens, das (dritte) Ellinikon Melodrama (Ἑλληνικὸν Μελόδραμα), dem er bis 1935 als Dirigent, Regisseur und Intendant vorstand und 13 griechische und 38 internationale, vorwiegend italienische Opernaufführungen produzierte, die in ganz Griechenland, aber auch im weiteren Gebiet griechischer Besiedlung auf Gastspielreisen zu sehen waren, darunter in Odessa, Konstantinopel und Kairo. Er selbst komponierte mehrere Opern für sein Theater, darunter 1900 Ta dyo adelfia (Τὰ δύω ἀδέλφια ‚Die beiden Brüder‘) und die Grand opéra Dido (Διδώ) im Jahre 1909. Später widmete er sich der Komposition von Operetten, so Aspri tricha (Ἄσπρη τρίχα ‚Weißes Haar‘, 1915), Sporting Club (1917) und Dipli fotia (Διπλῆ φωτιά ‚Doppeltes Feuer‘, 1918). 1935 zog er sich aus der Öffentlichkeit zurück und geriet schnell in Vergessenheit. Eine Genugtuung für sein jahrzehntelanges Schaffen für die Oper in Athen war 1939 die Gründung der bis heute bestehenden Griechischen Nationaloper (Ἐθνικὴ Λυρικὴ Σκηνή), die staatlich geförderter Nachfolger seines eigenen Opernbetriebs wurde. Seine 1940 vollendete letzte Oper, Froso (Φρόσω), wurde nicht mehr aufgeführt.
Lavrangas’ Kompositionsstil in der Oper ist spätromantisch und von französischen und italienischen Vorbildern geprägt, die Werke sind groß besetzt, farbenreich instrumentiert und beziehen sich meist auf griechische Sujets. Mehr noch als in der Oper hat Lavrangas mit seinen Instrumentalwerken zur Etablierung einer griechischen Nationalmusik im Sinne einer Nationalen Schule beigetragen. In Werken wie der Griechischen Suite Nr. 1 (1904) verwendete er folkloreähnliche Melodien und Rhythmen, die Vorbild für die jüngeren Generationen eines Nikos Skalkottas oder Manos Hadjidakis wurden. Außerdem schuf Lavrangas Kammermusik und zahlreiche Lieder sowie ein umfangreiches Œuvre an Chormusik. Als Schriftsteller schuf er einige Lehrbücher zu Harmonielehre und Komposition; seine Autobiographie mit dem Titel Apomnimonevmata (Ἀπομνημονεύματα ‚Memoiren‘, Athen 1937) schildert ausführlich die Bemühungen zwischen 1880 und 1930, eine westliche Musikszene in Griechenland zu etablieren.